# 博阿镇 (米兰德拉)
博阿镇（葡萄牙語：Vila Boa）是葡萄牙布拉干萨区的一个堂区，位於米蘭德拉。总面积9.33平方公里，总人口118人，人口密度12.6人/平方公里。